# Nationaal park Rondane
Het nationaal park Rondane (Noors: Rondane nasjonalpark) is een nationaal park in het midden van Noorwegen. Het is in 1962 opgericht en daarmee het oudste van het land. Het nationale park ligt in de provincie Innlandet. Het is circa 963 km².
Het park omvat ruwweg het gebergte Rondane, dat is een hooggebergte met tien toppen boven de 2.000 meter: Rondeslottet (2.178 m), Storronden (2.138 m), Høgronden (2.114 m), Midtronden west (2.060 m), Vinjeronden (2.044 m), Midtronden oost (2.042 m), Trolltinden (2.018 m), Storsmeden (2.016 m), Digerronden (2.015 m) en Veslesmeden (2.015 m).
Het hoogste punt is Rondeslottet (Slot Rondane), gelegen op 2178 meter. Rondvatnet is een langgerekt meer in Rondane. Rondvassbu is een toeristenhut in Rondane. De nationale toeristenweg Rondane loopt langs het gebied.

## Flora en fauna
Vanwege het droge klimaat en de voedselarme bodem is de vegetatie van het park relatief arm. Het gebied ligt bijna volledig boven de boomgrens. Op slechts weinig plekken komen bloeiende planten voor zoals de gletsjerranonkel (Ranunculus glacialis), het grootste deel van het park is erg rotsachtig en wordt bedekt door korstmossen. Vooral rendiermos is een gezichtsbepalende soort.
Het is een van de oostelijkste gebieden in Noorwegen waar nog wilde rendieren voorkomen. Grote roofdieren zijn er schaars, veelvraten en beren komen het hele jaar voor, maar wolven worden slechts zeer sporadisch aangetroffen.

## Overig
- Henrik Ibsen verwerkte zijn reiservaringen in Rondane in het stuk Peer Gynt
- In deze bergketen ligt de Imsdalbron, de bron van het Noorse watermerk Imsdal.

|  |

Anárjohka/Anárjoga · Ånderdalen · Blåfjella-Skjækerfjella · Breheimen · Børgefjell/Byrkije · Dovre · Dovrefjell-Sunndalsfjella · Femundsmarka · Folgefonna · Forlandet · Forollhogna · Fulufjellet · Færder · Gutulia · Hallingskarvet · Hardangervidda · Indre Wijdefjorden· Jomfruland · Jostedalsbreen · Jotunheimen · Junkerdal · Láhko · Langsua · Lierne · Lofotodden · Lomsdal-Visten/Njaarke ·  Møysalen . Nordre Isfjorden · Nordvest-Spitsbergen · Østmarka . Øvre Dividal · Øvre Pasvik/Báhčaveaji · Raet · Rago · Reinheimen · Reisa · Rohkunborri · Rondane · Saltfjellet-Svartisen · Sassen-Bünsowland · Seiland/Sievju · Sjunkhatten/Dávga · Skarvan og Roltdalen/Tjohkeli jïh Råalten · Sør-Spitsbergen · Stabbursdalen/Rávttošvuomi · Van Mijenfjord . Varangerhalvøya/Várnjárgga · Ytre Hvaler